# Cloanto
Cloanto è un personaggio dell'Eneide, giovane e valoroso compagno di Enea. 

## Mito
Nel primo libro è tra i troiani dispersi durante la tempesta, poi ritrovato sano e salvo da Didone.
Nel quinto libro comanda la nave Scilla che disputa una gara, insieme ad altre tre imbarcazioni, durante i giochi indetti ad Erice da Enea per commemorare la morte di Anchise, aggiudicandosi il primo posto.
Virgilio fa ricondurre a Cloanto l'origine della stirpe Cluenzia.